# Denk ich an Deutschland (Deutschlandfunk)
Denk ich an Deutschland ist eine wöchentliche Sendereihe im Deutschlandfunk.
Die Sendungen werden sonn- und feiertags um 8:20 Uhr ausgestrahlt. Darin kommen Prominente aus ganz unterschiedlichen Bereichen zu Wort, Künstler, Intellektuelle, Wissenschaftler oder Politiker. Sie geben in kurzen Aussagen Auskunft über ihre persönlichen Erfahrungen mit und Beziehungen zu diesem Land, formulieren ihre Kritik und ihre Visionen. Diese Aussagen werden in den Kontext dazu inhaltlich passender Musikausschnitte unterschiedlichen Genres oder Audio-Ausschnitte zum Beispiel aus Filmen gestellt. Das mit der Sendereihe entstehende Mosaik von Stimmen soll den Gedanken einer vielfältigen Bürgergesellschaft verdeutlichen.
Die Sendereihe wurde im Heinrich-Heine-Jahr 2006 aus Anlass des 150. Todestages Heinrich Heines initiiert. Sendetermin der ersten Sendung war der 12. Februar 2006, mit dem Schriftsteller Dieter Wellershoff. Der Titel der Sendereihe zitiert den Beginn von Heinrich Heines Gedicht Nachtgedanken „Denk ich an Deutschland in der Nacht / dann bin ich um den Schlaf gebracht“ und lenkt damit die Gedanken der Hörer auf das Nachdenken über Deutschland, ohne dass alle Sprechenden diesen Satz tatsächlich selbst zitieren. Die Sprechenden sind überwiegend Deutsche, zunehmend werden aber auch Menschen ausländischer Sozialisation einbezogen.
Jede Folge wird mit den ersten Takten des Klaviervorspiels zum Lied Am Brunnen vor dem Tore von Franz Schubert eingeleitet. Die einzelnen Sendungen haben eine Dauer zwischen 7 und 10 Minuten und werden im Audio-Archiv des Deutschlandfunk gespeichert.